# نیکولو آرمینی
نیکولو آرمینی (زاده ۷ مارس ۲۰۰۱) یک بازیکن فوتبال اهل ایتالیا است که در پست مدافع وسط و برای باشگاه فوتبال کروتونه بازی می‌کند.